# 袁志偉 (新聞工作者)
袁志偉，SBS，JP（1956年5月24日—），綽號花蟹、袁花，香港出生，曾經擔任電視廣播有限公司新聞主播及記者，現任電視廣播有限公司助理總經理（新聞及資訊）。

## 在無綫新聞職務
幕前時期（1977年-1999年）
幕前職務
（1977年-1978年）實習記者
（1978年-1995年）港聞組及中國新聞組記者
（1977年-1999年）主播
（1990年-1999年）時事節目主持
（1991年）專訪記者
專派地：北京 專訪者：國務院總理李鵬
（1999年）特派記者
特派地：澳門 訪問主題：澳門回歸
幕後時期（1999年-）
幕後職務
（1990年-1991年）港聞組助理採訪主任
（1991年-1992年）港聞組副採訪主任
（1992年-）港聞組採訪主任
（1990年-2000年）時事節目監製
（2000年-2004年）無綫新聞公共事務科經理
（2004年-2007年）無綫新聞助理總監
（2007年-2009年）無綫新聞（代理）總採訪主任
（2007年-2010年）無綫新聞副總監
（2010年-2016年）無綫新聞總監
（2016年至今）無綫新聞助理總經理（新聞及資訊）
（2013年-2016年）専題資訊節目監製

## 簡歷
袁志偉早年在九龍佐敦成長，1968年畢業於佐敦道官立小學下午校，為該校第10屆小六畢業生。他繼而在同區的港九潮州公會中學就讀中一至中五年級，1973年轉讀金文泰中學，並在1974年完成中六預科學業。後來在1977年畢業於香港浸會學院傳理學院新聞系，與李居明、黃杏秀、湯正川、葉家寶、麥振江等人成為同學。袁志偉從大專時代起在無綫電視新聞部任職擔任實習記者、全職記者兼新聞主播直至新聞主編。後來轉任公共事務科，先後主持及監製《九七透視》及《新聞透視》等專題節目，主播方面，他曾經主播《晚間新聞》及《午間新聞》等等，1980-90年代他更長期擔任《六點半新聞報道》常規主播（而在1990年代初，主要與陸嘉敏或李汶靜合作），於2000年起因正式退居幕後而不再擔任六點半新聞報道常規主播。
他的主播生涯自1977年年中開始，直至1999年12月20日澳門回歸直播為止，共22年，是在無綫電視新聞部工作最久的新聞主播及在無綫電視新聞部最年輕擔任新聞主播的記者。亦曾是無綫新聞三位同時具備編輯及報導資格的主播之一（另外兩位為徐忠明及梁家榮），並曾於1994年7月18日（即世界杯決賽翌日），同時擔任當日《六點半新聞報道》的主播及編輯。他也是香港電視史上連續任職第三長的新聞主播，僅次於1994年退休的亞視新聞前主播伍國任（退休前年資27年）及現任有線新聞總主播王巧（年資25年）。
及後，袁志偉退居幕後，擔任公共事務科經理。
2004年3月無綫電視新聞部人事變動，至今，袁志偉先後成為無綫電視新聞及資訊部助理總監、副總監和總監，值得留意的是，在任助理總監和副總監時期，他亦是新聞部主管（當時總監一職懸空）。而2016年6月，無綫電視人事變動，當中，袁志偉及樂易玲由總監升至助理總經理。

## 爭議

### 訪問李鵬事件
1991年9月，袁志偉在六四事件後獨家訪問時任中國國務院總理李鵬，而且笑容滿面地與後者親切握手，為香港新聞歷史上的一個經典場面，因為他是於六四事件後首位與李鵬握手的記者，同時身在北京的TVB記者李汶靜則拒絕與李鵬進行訪問。不過這個專訪卻累及無綫電視在該段時間的收視暴跌，更被部分香港市民稱呼為「走狗台」，該期《壹周刊》亦以《李鵬累死TVB》為題，指當時無綫電視台因為播放李鵬專訪而令到其收視暴跌17點，而同時期的亞洲電視的收視率則微升3點，收視佔有率達51%，罕有地超越無綫電視。

### 被指自我審查新聞報道
袁志偉被指控由其主理的無綫電視新聞部對新聞報道內容進行自我審查和篩選訪問對象，中國不少官商貪腐是近年部份香港傳媒報道中國新聞的重點，無綫新聞取材卻多屬「北京/廣州熱話」等趣味式報道，2010年「五區公投」和政改方案通過時，下令記者別找親泛民主派的學者評論政治新聞，包括香港中文大學政治與行政學系的馬嶽及蔡子強，原因是他們「有政治立場」。袁志偉認為「大台」新聞應以大局為重，甚至跟下屬說「民主發展太快會影響社會穩定」。多次將不利於中國大陸和香港政府的報道輕描淡寫（以2009年六四事件20周年爲例）以及使用一些在中國大陸經常使用而在香港卻甚少使用的詞彙及稱呼，以及將過往的香港音譯改為中國大陸音譯（例如：將德州更稱為得州，麻省更稱為馬薩諸塞州）。因此，無綫電視新聞部被網民戲稱為「CCTVB」（即中國中央電視台的CCTV與無綫電視的TVB結合而成）。

### 被指要求刪除警察拳打腳踢報道
2014年10月15日於香港發生的雨傘革命，無綫新聞拍攝到七名警員將一名被捕疑犯，帶到公園涉嫌圍毆，影片長約4分鐘，無綫早上的新聞報道播出該片段，有「抬到暗角、拳打腳踢」等旁白及字幕，後來時段的新聞報道播出的版本，該等旁白及字幕卻遭刪除。同日，袁志偉回應時表示：「報道需要客觀，不能夠主觀判斷。」眾多網民認為上述改動乃袁志偉施壓所致，當晚引來無綫新聞部大部分員工以聲援方式對管理層的作風表達遺憾。事後有疑似無綫新聞部內部會議錄音流出，錄音中，袁志偉質疑，「我哋憑乜野話警員將佢拖至暗角拳打腳踢，你係嗰幾個警察心裡面嗰條蟲？特登拖佢去暗角拳打腳踢？憑乜野呀？」（我們憑甚麼說警察將他帶至暗角拳打腳踢，你知道那幾個警察心裡想甚麼？特意帶他到暗角拳打腳踢？憑甚麼？）事件引致無綫新聞部數十員工聯署，對管理層刪去旁述表示「極度不安」和「無法苟同」。

### 減少體育新聞報道
2010年5月3日，無綫新聞進行改革，其中週中播放的《六點半新聞報道》取消體育新聞環節，只把體育新聞時段留在週末播放的《六點半新聞報道》及《晚間新聞》，而且歷時亦只得2-3分鐘。只有無綫購買的體育盛事（如奧運）才會大篇幅報道。
2016年7月，袁志偉更提出在新聞時段完全不播報體育新聞。此舉惹來不少觀眾不滿，認爲體育新聞是整個新聞報道其中一個重要一環，而袁志偉卻以可播放較多與大眾有關的新聞為由完全刪走體育新聞環節，觀衆認爲不可接受，並要求無綫重視體育新聞。
近年起無綫多位體育主播相繼離巢，其中馮堅成更表明離開無綫的原因是無綫新聞部大幅刪減體育新聞環節，同時亦表示對以離世的前體育主播伍晃榮深感抱歉，因「守不住你交下來的體育最後防線」。另有指多位體育主播離巢的原因是袁志偉偏袒其中一個體育主播文宇軒。香港著名評述員陳恩能更於里約奧運期間在Facebook放上關於李慧詩的訪問，更同時向袁志偉表示體育新聞的必要性：「你現在應該明白，為何體育新聞是必須、是不可或缺的。」最後更補充稱李慧詩的媽媽在李慧詩不在港期間只能從新聞報道得知其女兒的消息。

### 停止跟進李銳逝世
毛澤東前政治秘書、中共自由派元老李銳早前逝世，無綫新聞在李銳逝世後，派員到李銳遺孀張玉珍家採訪，但相關報道未有播出，到星期三（2月20日）李銳的官方告別儀式在八寶山革命公墓舉行，無綫新聞無派員採訪。據新聞部知情人士透露，兩個決定都是新聞部高層、電視廣播有限公司助理總經理袁志偉下達。外事部以電郵回覆，指無綫電視新聞部編採獨立，「不受任何外部力量的影響」，亦包括其他傳媒，強調其他傳媒不應干涉無綫新聞的編採決定和獨立。

### 被遊行人士指責反修例風波報道偏頗
2019年6月，香港爆發「反送中」抗爭浪潮，無綫新聞一如以往被大眾指責其報道明顯偏袒香港政府、建制派及香港警察一方。有多個報道指新聞部員工接獲上級袁志偉指示，要求將所有「破壞警方形象」的片段剪掉刪走，並側重播出親政府、警方、建制人士的聲音。有網民在同年7月發起針對無綫的抗議行動，包括在將軍澳區遊行抗議TVB新聞報道偏頗，以罷買等方式抵制仍在TVB落廣告的客戶商品（例如幸福醫藥、Hipp喜寶、美贊臣），並大力支持已表態完全撤回在TVB落廣告的商戶（如大塚製藥旗下饮品寶礦力水特、信诺保险、必勝客等））及狙擊無綫商場大型活動等。其後有政治團體已取消7月21日到TVB總部的示威，改由7月28日舉行由民間發起在將軍澳區抗議TVB的示威。

## 軼聞
1990年，袁志偉曾與女藝員楊美儀傳拍拖，但遭楊否認。同年6月，楊終於承認曾與他拍拖，表示否認只因認為拍拖是私事，不想多講，而且因為與袁拍拖屬初階段。她表示雙方均感很大壓力。

## 相關
- 無綫電視人員列表